# Glypta wahli
Glypta wahli är en stekelart som beskrevs av Carolina Godoy och Ian D. Gauld 2002. Glypta wahli ingår i släktet Glypta och familjen brokparasitsteklar. Inga underarter finns listade i Catalogue of Life.